# Haunold
Haunold (italsky Rocca dei Baranci) je hora v Sextenských Dolomitech. Je nejvyšším vrcholem horské skupiny Haunoldgruppe a nachází se jižně od městečka San Candido v Jižním Tyrolsku (Itálie). Má několik vrcholů: hlavní vrchol je vysoký 2966 m n. m., východní 2907 m, západní 2933 m a jižní 2860 m.

## Poloha a okolí
Čtyři vrcholy Haunoldu jsou na jihu odděleny sedlem Birkenscharte od masivu Birkenkofel. Cestou po hřebeni západním směrem od západního vrcholu se dojde na Gantkofel. Směrem na sever se Haunold svažuje do údolí Pustertal, směrem na východ do údolí Innerfeldtal. Směrem k severovýchodu vede hřeben, který má jako poslední výrazný vrchol Haunoldköpfl. Celá oblast je součástí přírodního parku Drei Zinnen.

## Prvovýstup
První výstup na hlavní vrchol ze severu uskutečnil 28. července 1878 J. Oberschneider, který ve stejném roce uskutečnil i prvovýstup z jihu. Dnes je jižní trasa běžnou cestou na vrchol. Výchozím bodem je chata Dreischusterhütte v údolí Innerfeldtal. Kousek před chatou, směrem od San Candido, je rozcestník. Odtud vede cesta až nad hranici stromů a pak na vrchol. Túra na vrchol trvá asi 4,5 hodiny a v oblasti vrcholu se nachází lehké lezení I. stupně obtížnosti.
Na severním úbočí Haunoldu se nachází lyžařský areál.

## Historie
Historicky správné je založení kláštera San Candido bavorským vévodou Tassilem a jeho průchod Pustertalem. Tradice, že hrad Heinfels založili Hunové nebo Avaři, není moderním historickým výzkumem potvrzena. Žebro v katedrále v Innichenuu pochází velmi pravděpodobně z nosorožce srstnatého.

## Etymologie
Název hory Haunold je doložen již v roce 1514. Odvozuje se od středověkého zemana jménem Hûnold, který vlastnil louky Haunold, lesy Haunold a údolí Haunold. Z těchto nemovitostí se název přenesl na vrchol hory nad ním. Varianta Haunhold, která je doložena jak ve starém nářečí, tak v písemnictví (např. v Atlase Tyrolensis), splývá s německým slovem Unhold, a je tak odkazem na legendu o obrovi Haunoldovi.

## Galerie

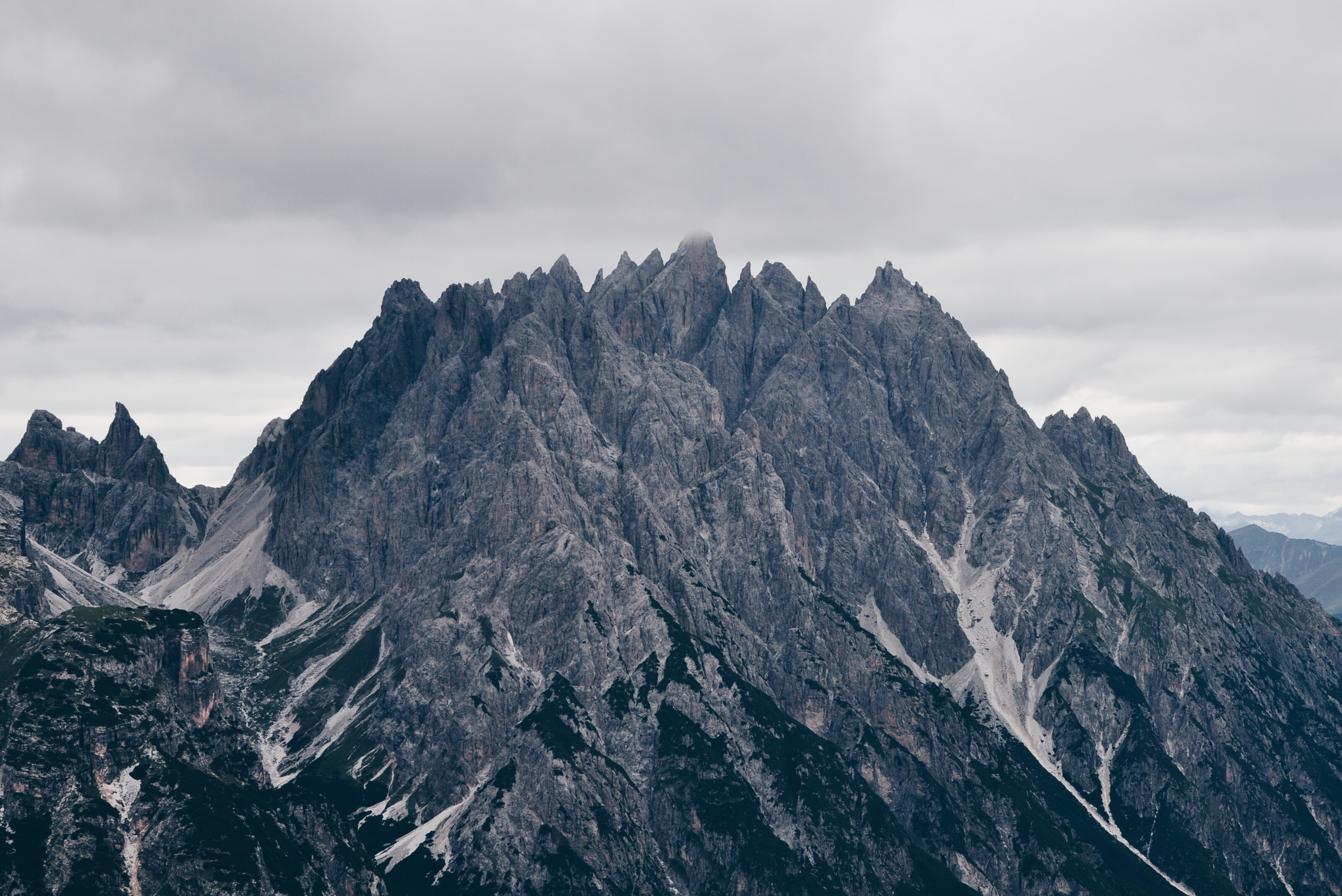
Haunold
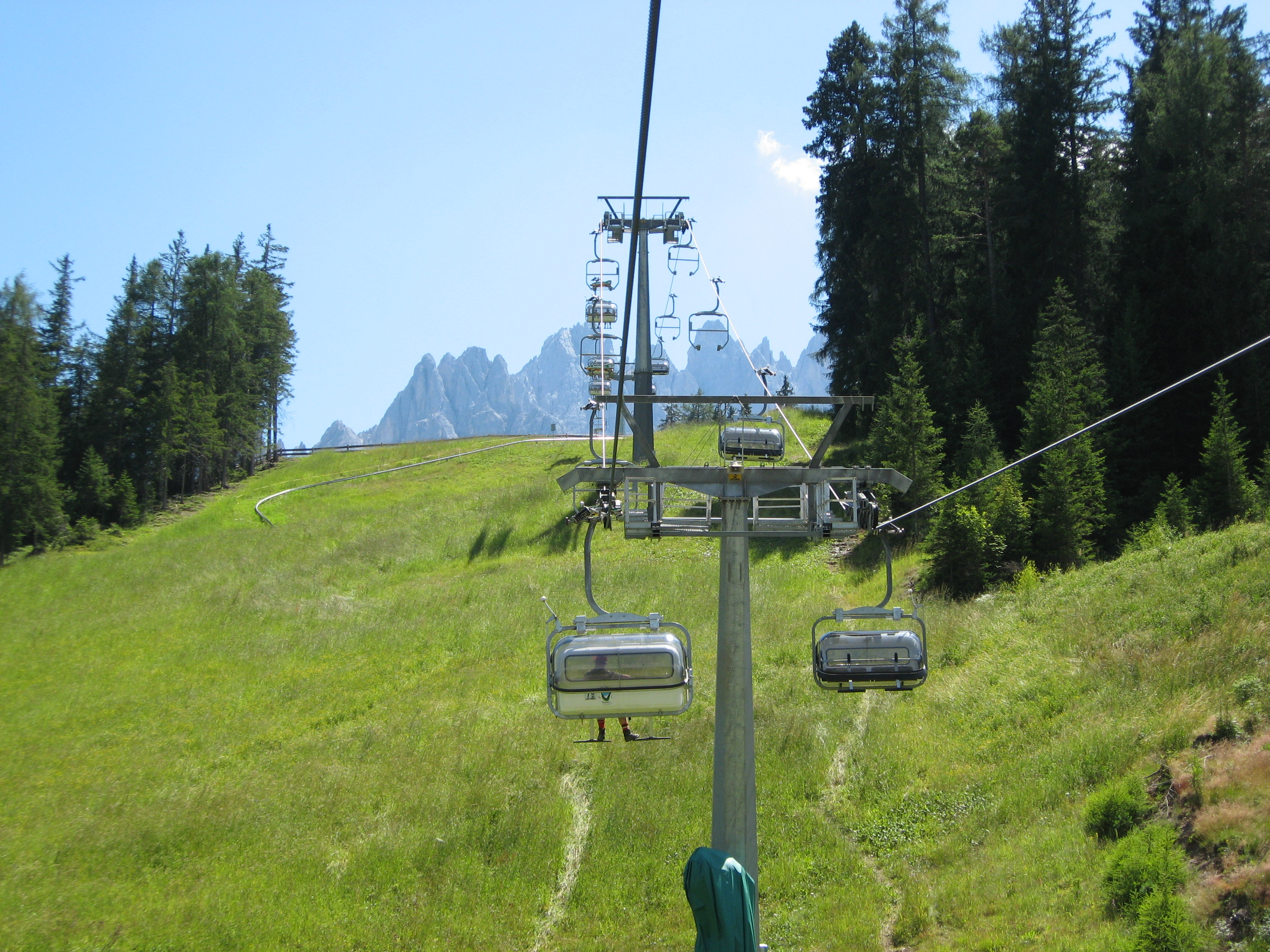
rozeklané štíty Haunoldu při pohledu z lanovky